# Vert-en-Drouais
Vert-en-Drouais é uma comuna francesa na região administrativa do Centro, no departamento Eure-et-Loir. Estende-se por uma área de 9,66 km². Em 2010 a comuna tinha 1 096 habitantes (densidade: 113,5 hab./km²).